# Distretto di Potupo
Il distretto di Potupo è un distretto della Liberia facente parte della contea di River Gee.